# علي بن زياد
أَبُو الْحَسَنِ عَلِيُّ بْنُ زِيَادٍ الطَّرَابُلُسِيُّ الْعَبْسِيُّ التُّونُسِيُّ الْمَالِكِيُّ (غير معروف – 183هـ / غير معروف – 799م) هو فقيه ومفتي، توفي سنة 183 هـ.

## من شيوخه
سمع مالك بن أنس – وروى عنه الموطأ- وسمع أيضا من الثوري، والليث بن سعد، وغيرهم.

## من تلامذته
وسمع منه البهلول بن راشد، وسحنون بن سعيد، وأسد بن الفرات، وغيرهم .

## أقوال العلماء فيه
قال أبو سعيد بن يونس: هو أول من أدخل الموطأ وجامع سفيان الثوري إلى المغرب، وفسر لهم قول مالك، ولم يكونوا يعرفونه، وكان قد دخل الحجاز والعراق في طلب العلم، وهو معلم سحنون الفقه.
قال سحنون: وكان البهلول بن راشد يأتي إلى علي بن زياد، ويسمع منه، ويفزع إليه – يعني في المعرفة والعلم – ويكاتبه إلى تونس يستفتيه في أمور الديانة، وكان أهل العلم بالقيروان إذا اختلفوا في مسألة كتبوا بها إلى علي بن زياد ليعلمهم بالصواب.
وقال الشيخ الشاذلي النيفر – -: "كان علي بن زياد في الحقيقة مؤسس المدرسة التونسية بأجلى مظاهرها التي لا تزال إلى اليوم، ممتدة الفروع ثابتة الأصول، وإن كان ابن أبي عمران قد سبقه إلى ذلك، لكنه عند تحقيق النظر نرى أن ابن زياد، وإن أخذ عن الرجل الأول في تونس – يعني به: خالد بن أبي عمران - فهو قد تحول بمدرسته إلى مدرسة أخرى حيث ركز مذهب مالك في هذه الديار، فهناك رجلان قد أثرا على الأفكار تأثيرا لم يكن لأحد غيرهما: أحدهما أندلسي، والآخر تونسي.
أما الأندلسي فهو يحيى بن يحيى الليثي المصمودي الطنجي، وإن كان متأخرا في الطبقة عن التونسي. إلا أنه كان له من المكانة ما جعله معدودا في التأسيس كابن زياد.
ويجمع المؤرخون أنه إليه يرجع الفضل في تأسيس المدرسة التونسية - كما ذكرنا - وغيرها من المدارس بإفريقية سواء بالقيروان أو بقية المدن الأخرى، فهو الذي شيد هذا الصرح العظيم من هذا الصرح العلمي الباقي على الأيام رغم العوارض والكوارث والمناوئين من أهل المذاهب الكائدين للسنة، هذه المدرسة التي وضع لبنتها علي بن زياد هي مدرسة مالك بن أنس، فهو الذي ادخل مذهبه الديار المغربية، وعرف به وشرحه للناس، وبين قواعده حتى اقتنعت به الأفكار، ولم يجتذبها إليه بسلطان ولا نفوذ.